# Лейви
Лейви (итал. Leivi) — коммуна в Италии, располагается в регионе Лигурия, в провинции Генуя.
Население составляет 2258 человек (2008 г.), плотность населения составляет 228 чел./км². Занимает площадь 10 км². Почтовый индекс — 16040. Телефонный код — 0185.
Покровителем коммуны почитается святой Иоанн Креститель, празднование 24 июня.

## Демография
Динамика населения:

## Администрация коммуны
- Официальный сайт: http://www.comune.leivi.ge.it